# Zamok, Jovkva
Zamok (în ucraineană Замок) este localitatea de reședință a comunei Zamok din raionul Jovkva, regiunea Liov, Ucraina.

## Demografie
Componența lingvistică a localității Zamok
     Ucraineană (99,84%)
     Alte limbi (0,16%)
Conform recensământului din 2001, majoritatea populației localității Zamok era vorbitoare de ucraineană (99,84%), existând în minoritate și vorbitori de alte limbi.